# Список томів манґи «Хеллсінг»
Написана та ілюстрована Хірано Котою манґа «Хеллсінг» виходила у Young King Ours з 30 квітня 1997 року по 30 вересня 2008. Пізніше видавництво Shōnen Gahosha видало манґу в 10 танкобонах.

## Список томів
| - 001: «Vampire Hunter» (яп. バンパイア・ハンター, Мисливець на вампірів) - 002: «Master of Monster» (яп. マスター ・ オブ ・モンスターズ, Хазяїн чудовиськ) - 003: «Murder Club» (яп. マーダークラブ, Клуб убивць) - 004: «Sword Dancer 1» (яп. ソードダンサー 1, Той, що танцює з мечем 1) - 005: «Sword Dancer 2» (яп. ソードダンサー 2, Той, що танцює з мечем 1) - 006: «Sword Dancer 3» (яп. ソードダンサー3, Той, що танцює з мечем 3) - Bonus: «Crossfire 1» (яп. クロスファイア 1, Бонус: Перехресний вогонь 1) |

| - 007: «Dead Zone 1» (яп. デッドゾーン 1, Мертва Зона 1) - 008: «Dead Zone 2» (яп. デッドゾーン 2, Мертва Зона 2) - 009: «Dead Zone 3» (яп. デッドゾーン 3, Мертва Зона 2) - 010: «Dead Zone 4» (яп. デッドゾーン 4, Мертва Зона 4) - 011: «Balance of Power 1» (яп. バランス・オブ・パワー 1, Мертва Зона 4) - 012: «Balance of Power 2» (яп. バランス・オブ・パワー 2, Баланс Сили 2) - Bonus: «Crossfire 2» (яп. 集中砲火 2, Бонус: Перехресний вогонь 2) |

| - 013: «Balance of Power 3» (яп. バランス・オブ・パワー3, Баланс Сили 3) - 014: «Elevator Action 1» (яп. エレベーターアクション 1, Дія ліфту 1) - 015: «Elevator Action 2» (яп. エレベーターアクション 2, Дія ліфту 2) - 016: «Elevator Action 3» (яп. エレベーターアクション 3, Дія ліфту 3) - 017: «Elevator Action 4» (яп. エレベーターアクション 4, Дія ліфту 4) - 018: «Elevator Action 5» (яп. エレベーターアクション 5, Дія ліфту 5) - Bonus: «Crossfire 3» (яп. 集中砲火 3, Бонус: Перехресний вогонь 3) |

| - 019: «Elevator Action 6» (яп. エレベーターアクション 6, Дія ліфту 6) - 020: «Age of Empire 1» (яп. エイジ・オブ・エンパイア 1, Вік Імперії 1) - 021: «Age of Empire 2» (яп. エイジ・オブ・エンパイア 2, Вік Імперії 2) - 022: «Age of Empire 3» (яп. エイジ・オブ・エンパイア 3, Вік Імперії 3) - 023: «Call to Power» (яп. コール トゥ パワー, Заклик сили) - 024: «Ultima on Line» (яп. ウルティマオンライン, Останній рубіж) - 025: «D 1» - 026: «D 2» - 027: «D 3» |

| - 028: «Flash Point» (Точка кипіння) - 029: «D 4» - 030: «D 5» - 031: «D 6» - 032: «D 7» - 033: «D 8» - 034: «D 9» - 035: «Xanado» (Ксанад) - 036: «Final Fantasy 1» (Остання фантазія 1) - 037: «Final Fantasy 2» (Остання фантазія 2) |

| - 38: «Final Fantasy 3» (Остання фантазія 3) - 39: «Final Fantasy 4» (Остання фантазія 4) - 40: «Final Fantasy 5» (Остання фантазія 5) - 41: «The Screamer» (Крикун) - 42: «Aubird Force» (Повітряні сили) - 43: «Gun Bullet» (Гарматна куля) - 44: «Balloon Fight» (Бій на повітряних кулях) - 45: «Soldier of Fortune 1» (Найманець 1) - 46: «Soldier of Fortune 2» (Найманець 2) - 47: «Soldier of Fortune 3» (Найманець 3) |

| - 48: «Soldier of Fortune 4» (Найманець 4) - 49: «Soldier of Fortune 5» (Найманець 5) - 50: «Soldier of Fortune 6» (Найманець 6) - 51: «Last Mission» (Останнє завдання) - 52: «Get Away» (Уходити) - 53: «Yaksa» (Якса) - 54: «The Man I Love» (Чоловік, якого я кохаю) - 55: «Ogre Battle» (Битва) - 56: «Angelous» (Янголи) - 57: «Wizardry 1» (Чаклунство 1) |

| - 58: «Wizardry 2» (Чаклунство 2) - 59: «Wizardry 3» (Чаклунство 3) - 60: «Wizardry 4» (Чаклунство 4) - 61: «Wizardry 5» (Чаклунство 5) - 62: «Hundred Swords 1» (Голодні мечі 1) - 63: «Hundred Swords 2» (Голодні мечі 2) - 64: «Hundred Swords 3» (Голодні мечі 3) - 65: «Might and Magic 1» (Сила та магія 1) - 66: «Might and Magic 2» (Сила та магія 2) - 67: «Psyoblade» (Психічна війна) - 68: «Castle Vania 1» (Замок Ваніа 1) |

| - 69: «Castle Vania 2» (Замок Ваніа 2) - 70: «Heart of Dream» (Серце мрії) - 71: «Relics» (Релікти) - 72: «Heart of Iron» (Серце заліза) - 73: «Finest Hour 1» (Штрафна година 1) - 74: «Finest Hour 2» (Штрафна година 2) - 75: «Finest Hour 3» (Штрафна година 3) - 76: «Lunatic Dawn» (Божевільний світанок) - 77: «Operation Wolf» (Операція Вовк) - 78: «Warcraft 1» (Бойова майстерність 1) - 79: «Warcraft 2» (Бойова майстерність 2) |

| - 80: «Wolffang 1» (Вольфанґ 1) - 81: «Wolffang 2» (Вольфанґ 2) - 82: «Black Onyx 1» (Чорний онікс 1) - 83: «Black Onyx 2» (Чорний онікс 2) - 84: «Black Onyx 3» (Чорний онікс 3) - 85: «Black Onyx 4» (Чорний онікс 4) - 86: «Sorcerian 1» (Чаклунство) - 87: «Sorcerian 2» (Чаклунство 2) - 88: «Oblivion» (Забуття) - 89: «Romancia» (Романтично) |

## ГлавиHellsing the Dawn
- Chapter 1
- Chapter 2
- Chapter 3
- Chapter 4
- Chapter 5
- Chapter 6